# Prignitzer Eisenbahn
De Prignitzer Eisenbahn GmbH (afgekort: PEG) was een Duitse particuliere spoorwegmaatschappij uit Berlijn. PEG was actief in Brandenburg en Noordrijn-Westfalen, waarbij ook een verbinding naar Enschede. De PEG fungeert als holding voor de spoorwegmaatschappij Ostdeutsche Eisenbahn (ODEG) (50%), busbedrijf Neißeverkehr (80%) en het onderhoudsbedrijf van moederonderneming Netinera.
De holdingmaatschappij van de PEG, Prignitzer Eisenbahn Holding AG, was tussen april 2004 en februari 2011 voor 90% eigendom van het Britse Arriva en was onderdeel van PE Arriva AG, dat weer behoort tot Arriva Deutschland GmbH. Arriva Deutschland werd op 16 februari 2011 door Deutsche Bahn (DB) verkocht aan een consortium van Italiaanse Ferrovie dello Stato (FS) en Luxemburgse Infrastructuurfonds Cube Infrastructure die verdergaat onder de naam Netinera.

## Geschiedenis
De Prignitzer Eisenbahn is in juni 1996 opgericht door voormalig DB-werknemer Thomas Becken. Met goedkoop te exploiteren railbussen werd het verkeer overgenomen op een eigen lokale spoorlijn in de Prignitz, om deze spoorlijn in het noordwesten van de deelstaat Brandenburg van een dreigende sluiting te redden. Later werd de PEG ook in andere regio's in Brandenburg evenals in Noordrijn-Westfalen als spoorwegonderneming actief en ze werd als spoorwegbeheerder voor enkele spoorlijnen in Brandenburg en Mecklenburg-Voor-Pommeren verantwoordelijk. In 2006-2007 zorgde de PEG voor 1,35% van het aantal treinkilometers voor het Verkehrsverbund Berlin-Brandenburg (VBB).
In 2002 werd samen met de Hamburger Hochbahn (tegenwoordig BeNEX) uit Hamburg de dochteronderneming Ostdeutsche Eisenbahn (ODEG) opgericht voor het reizigersverkeer in Mecklenburg-Voor-Pommeren, Brandenburg, Berlijn en Saksen. De ODEG won de aanbesteding van drie RB-lijnen en twee RE lijnen in de VBB, die sinds december 2011 en 2012 geëxploiteerd worden.
In 2004 werd de onderneming aan de toenmalige Arriva-Groep verkocht. Sinds februari 2011 is de PEG een dochteronderneming van Netinera, die voor 51% tot de Ferrovie dello Stato (Italiaanse Spoorwegen) en voor 49% tot de investeerder Cube hoort.
Ondertussen liepen de ondernemingsactiviteiten terug. Na het teruglopen van de verkeersvraag trok de PEG in december 2011 zich terug uit Noordrijn-Westfalen. De zelfstandigheid als spoorwegbeheerder in Brandenburg en Mecklenburg werd medio 2012 gestopt. Toen het reizigersverkeer in 2012 in de Prignitz werd aanbesteed, de exploitatieomvang was duidelijk minder als voorheen, schreef de PEG zich er niet meer op in. De aanbesteding werd gewonnen door het Eisenbahngesellschaft Potsdam, die in december 2012 het verkeer in de thuisbasis van de PEG overnam. Ook het verkeer op de lijn Berlin-Lichtenberg - Löwenberg (Mark) - Templin werd op 9 december 2012 door DB Regio overgenomen, zodat de PEG geen reizigersverkeer meer exploiteerde.

### Voormalige lijnen
Vanaf 12 december 2004 exploiteerde de PEG de Westmünsterland-Bahn, haar derde lijn in Noordrijn-Westfalen. Dit deed zij in opdracht van de Zweckverbanden (vervoersregio's) Münsterland, Rhein-Ruhr en Ruhr-Lippe, de gemeente Enschede en de provincie Overijssel. Daarmee verschenen de treinen van PEG ook in Nederland. De PEG heeft in 2002 de Europese aanbesteding voor de spoorlijn Enschede – Dortmund (RB51) gewonnen en heeft t/m 10 december 2011 de 105 kilometer lange spoorlijn geëxploiteerd. Sinds de nieuwe dienstregeling van kracht is, heeft DB Regio de exploitatie van PEG overgenomen, en verdwenen de rood-wit-blauwe Talent-treinen uit Nordrhein-Westfalen en Nederland, om plaats te maken voor de rood-kleurige DB Regio-Talent.
De PEG voerde tevens de bedrijfsvoering van de RB 36 en RB 44 van 15 december 2002 tot december 2010 uit. Sindsdien voert de NordWestBahn de bedrijfsvoering uit.
| Lijnen                            | Spoorboeklijnnummer | Route                                            | Looptijd                                                                          | Huidige exploitant       |
| --------------------------------- | ------------------- | ------------------------------------------------ | --------------------------------------------------------------------------------- | ------------------------ |
| Lijnen in Brandenburg en omgeving |                     |                                                  |                                                                                   |                          |
| RB 12                             | 209.12              | Berlin-Lichtenberg - Löwenberg (Mark) - Templin  | december 2006 - december 2012                                                     | Niederbarnimer Eisenbahn |
| RB 50                             |                     | Neustadt (Dosse) - Rathenow                      | tot november 2003                                                                 | spoorlijn stilgelegd     |
| RB 53                             | 209.53              | Neustadt (Dosse) - Neuruppin                     | tot december 2006                                                                 | exploitatie opgeheven    |
|                                   | 209.54              | Rheinsberg (Mark) - Kernkraftwerk Rheinsberg     | 16 tot 23 mei 2005, tijdelijke reactivering voor forenzen wegens wegwerkzaamheden | exploitatie opgeheven    |
| RB 70                             | 209.70              | Prizwalk - Putlitz                               | september 1996 - december 2006; augustus 2007 - oktober 2011                      | exploitatie opgeheven    |
| RB 73                             | 209.73              | Pritzwal - Kyritz - Neustadt (Dosse)             | december 2002 - december 2012                                                     | Hanseatische Eisenbahn   |
| RB 74                             | 209.74              | Pritzwalk - Meyenburg                            | december 2002 - december 2012                                                     | Hanseatische Eisenbahn   |
| RB 74                             | 174                 | Meyenburg - Güstrow                              | tot december 2000                                                                 | exploitatie opgeheven    |
| Lijnen in Noordrijn-Westfalen     |                     |                                                  |                                                                                   |                          |
| RB 36                             | 447                 | Oberhausen - Duisburg-Ruhrort                    | december 2002 - december 2010                                                     | NordWestBahn             |
| RB 44                             | 423                 | Oberhausen - Bottrop - Dorsten                   | december 2002 - december 2010                                                     | NordWestBahn             |
| RB 51                             | 412                 | Dortmund - Coesfeld - Gronau (Westf.) - Enschede | december 2004 - december 2011                                                     | DB Regio                 |

## PE Cargo

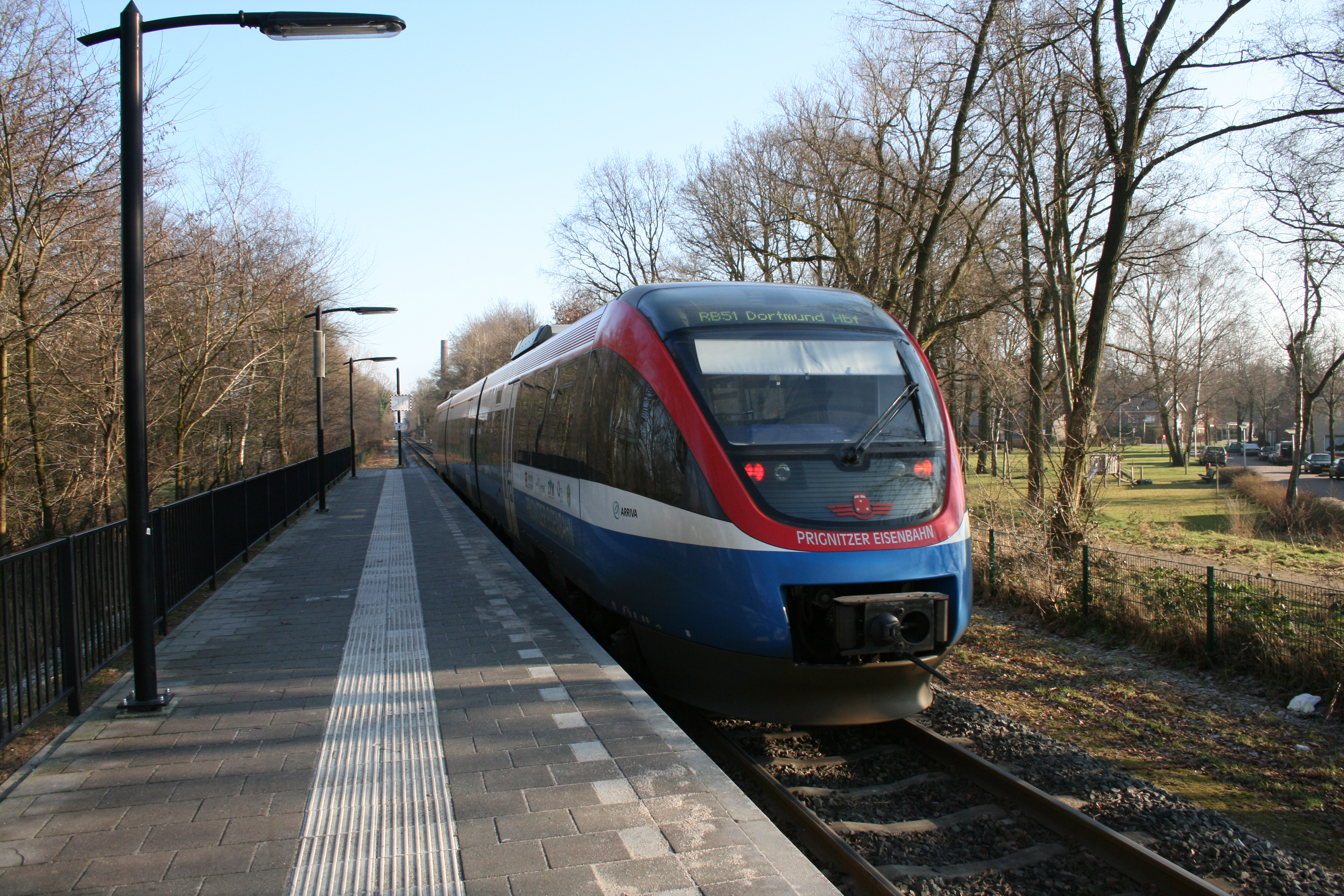
Een Talent van de Prignitzer Eisenbahn op de RB51.

De  Eisenbahngesellschaft Potsdam mbH (EGP) had in september 2006 de PE Cargo van de PE Arriva AG, inclusief alle voertuigen overgenomen. De vroegere dochter van PE Arriva AG, imoTrans, werd uit de PE Cargo gehaald.

## Infrastructuur
De PEG onderhield sinds 1 december 2004 de spoorlijn Pritzwald - Karow (Plau am See) als spoorwegbeheerder. De spoorlijn werd gezamenlijk met de spoorlijn Pritzwalk - Putlitz aan de PEG overgedragen, die wederom de spoorlijn Pritzwalk - Putlitz aan de Landkreis Prignitz overdroeg. Vanaf 1 maart 2008 pachtte de PEG de spoorlijnen Pritzwalk - Neustadt (Dosse) evenals Karow (Meckl) - Waren van DB Netz.
Vanaf de start van de scholen op 27 augustus 2007 werd de nieuwe halte Pritzwalk West aan de spoorlijn Putlitz officieel geopend, die door de treinen uit Meyenburg en Putlitz worden aangedaan. Op initiatief van de PEG en de Putlitz-Pritzwalker Eisenbahnförderverein reden van maandag tot vrijdag zes treinparen tussen Pritzwalk en Putlitz.
Vanaf 13 september 2007 nam de PEG het beheer van de lijn Blankenberg (Meckl) - Dabel in opdracht van de eigenaar ecoMotion GmbH, Rapsveredelung Mecklenburg over. De spoorlijn werd sinds 20 augustus 2007 voor de transporten van Biodiesel naar de fabriek van ecoMotion GmbH in Sternberg gebruikt. Sinds 8 april 2008 rijdt de Eisenbahngesellschaft Potsdam (EGP) en Railion Deutschland AG (per 2016 DB Cargo) treinen met een netto gewicht van 1.100 ton regelmatig eenmaal per week naar Hamburg.
Vanaf 24 mei 2008 had het domein Infrastruktur der PEG (PEG IS) de 31 kilometer lange spoorlijn Karow (Meckl) - Priemerburg weer in gebruik genomen. Met deze nieuwe verbinding zou voor het goederenvervoer in de noord-zuidverbinding naar de zeehaven Rostock een alternatief hebben van de toenmalige hoofdlijn tussen Schwerin en Berlijn. 
Op 22 april 2010 nam de PEG IS in overleg met de eigenaar van het trajectdeel tussen Ganzlin en Bütwo de spoorlijn Ganzlin - Röbel weer in gebruik. In de omgeving van het voormalige laadplaats Bütow zullen goederenwagons opgesteld worden, vanaf daar kunnen treinen onder begeleiding verder rijden. Het overige trajectdeel tot Röbel werd tot werkspoor verklaard.
Op 12 april 2012 volgde bij de PEG de scheiding tussen exploitatie en beheer, het beheer werd onderbracht in de nieuwe onderneming Prignitzer Eisenbahn Infrastruktur GmbH (PEI). Op 10 juni 2012 werd de PEI aan de RegioInfra Gesellschaft mbH (RIG) met terugwerkende kracht tot 1 januari 2012 verkocht.

## Materieel
In Brandenburg maakte PEG gebruik van zes Regio-Shuttle van Stadler en in Nordrhein-Westfalen van zeventien Talent. Naast hun opvallende uiterlijk beschikken deze driedelige treinstellen over een licht, open interieur met airconditioning. Er zijn in deze treinen multifunctionele compartimenten met ruimte voor fietsen, kinderwagens en grote bagage. Invalidentoiletten en babyverzorgingsruimte zijn standaard, net zoals de gelijkvloerse instap om gemakkelijker te kunnen in- en uitstappen. Om de treinreiziger hulp te bieden zich te oriënteren is er een informatiesysteem waarmee het volgende station optisch en akoestisch wordt aangekondigd. Bovendien hebben alle treinen videobewaking en beschikken ze over een omroep- en noodoproepsysteem.
De Prignitzer Eisenbahn had een prototype van de "Talent", welke niet meer bedrijfsvaardig is. Door een materieeltekort in Noordrijn-Westfalen schoten Regio-Shuttle RS1, Uerdinger Schienenbusse, RegioSprinter van Vogtlandbahn, Desiro's van leasemaatschappij Angel Trains of dubbeldeksrailbussen te hulp op de lijnen in Oberhausen. Ook locomotief 221 145, die na enkele jaren in Griekenland werden teruggekocht, is na een revisie met een klimaatsysteem, geluidsdemper en een volledig nieuwe motor uitgerust.
Tot eind 2003 werden in de Prignitz twaalf Uerdinger Schienenbusse ingezet. Ze werden deels nog tot mei 2009 voor speciale ritten ingezet. Op 1 mei 2009 werd met de T 11 de laatste "Uerdinger" na het verlopen van de levensduur terzijde gesteld, het werd nog aan het kleurenschema van de Regio-Shuttles aangepast. De meeste railbussen zijn ondertussen aan de SGB in Goes verkocht. 
Het materieel van de PEG werd met biodiesel (B100) getankt. De treinstellen van het type Regio-Shuttle RS1 reden op plantaardige olie.
Daarnaast maakte het bedrijf ook gebruik van de Baureihe 670.

## Trivia
In het Nederlandse Spoorboekje van 2004 stond het bedrijf vermeld als Prignitzer Eischenbahn.

## Galerij

Overzicht van het voormalige materieel van PEG
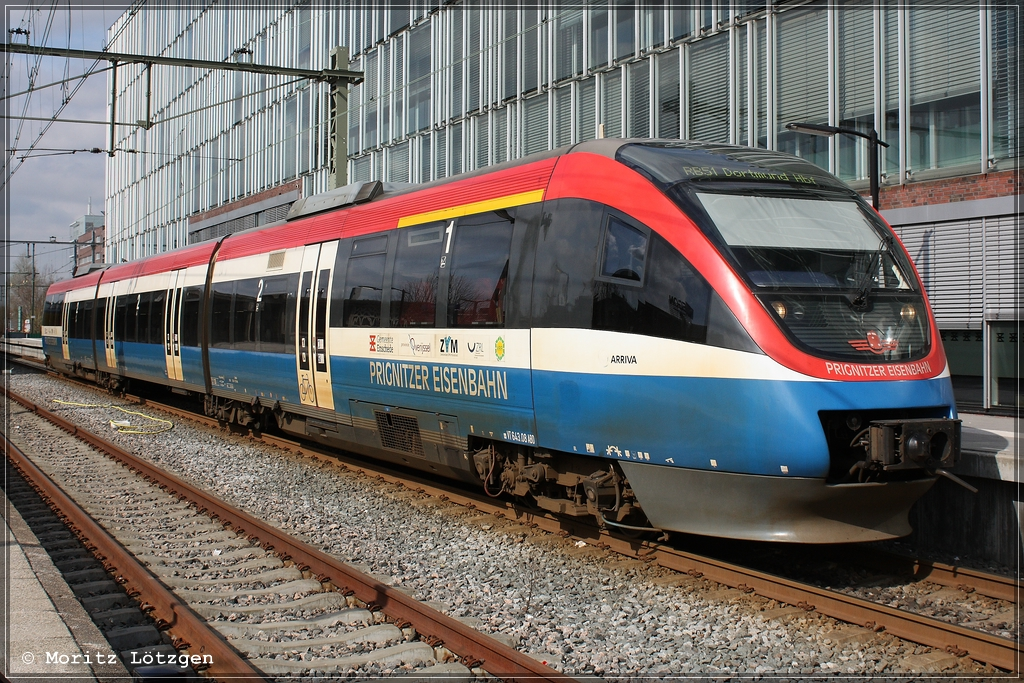
3-delige Talent in station Enschede
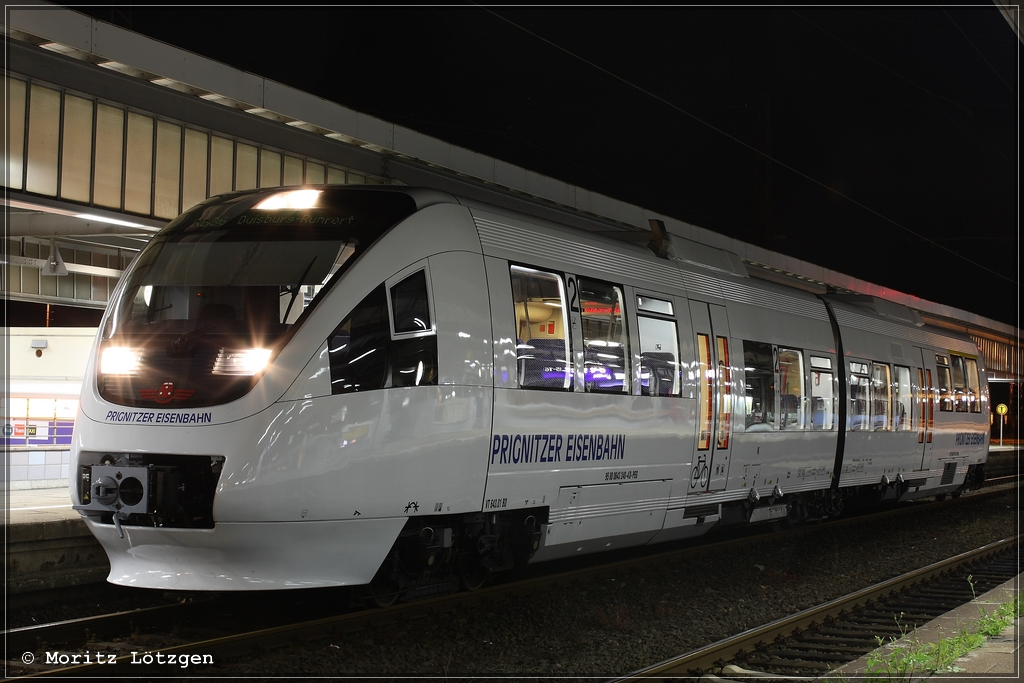
2-delige Talent (643.01) na een grote inspectie volledig wit (2010)
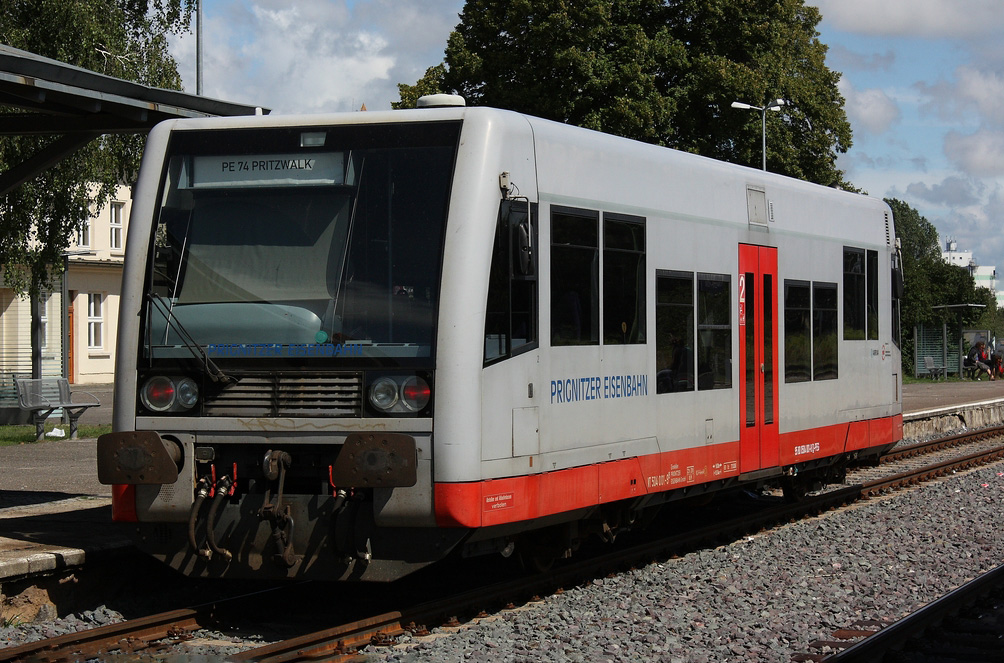
Bombardier LVT-S in station Pritzwalk
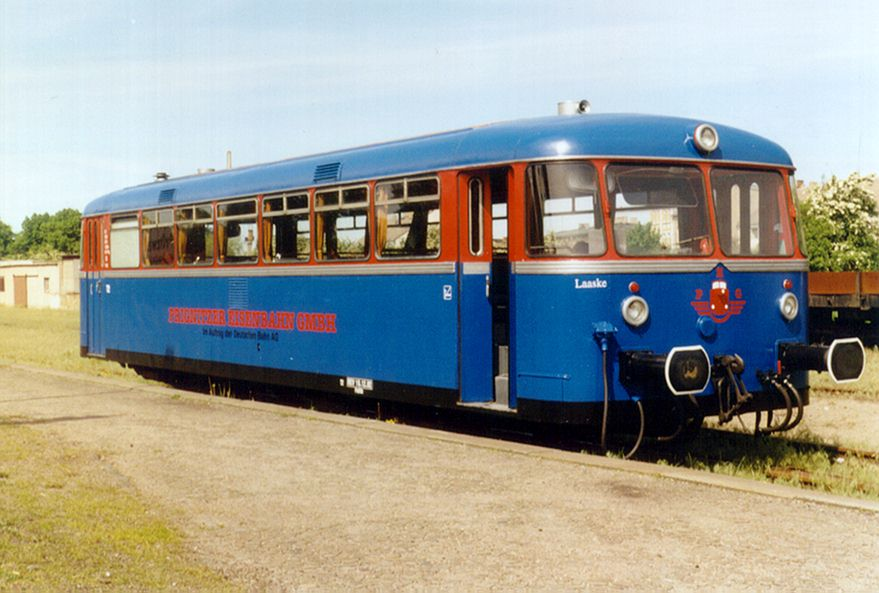
Uerdinger Schienenbus als treinstel "Laaske" van de PEG (1997)
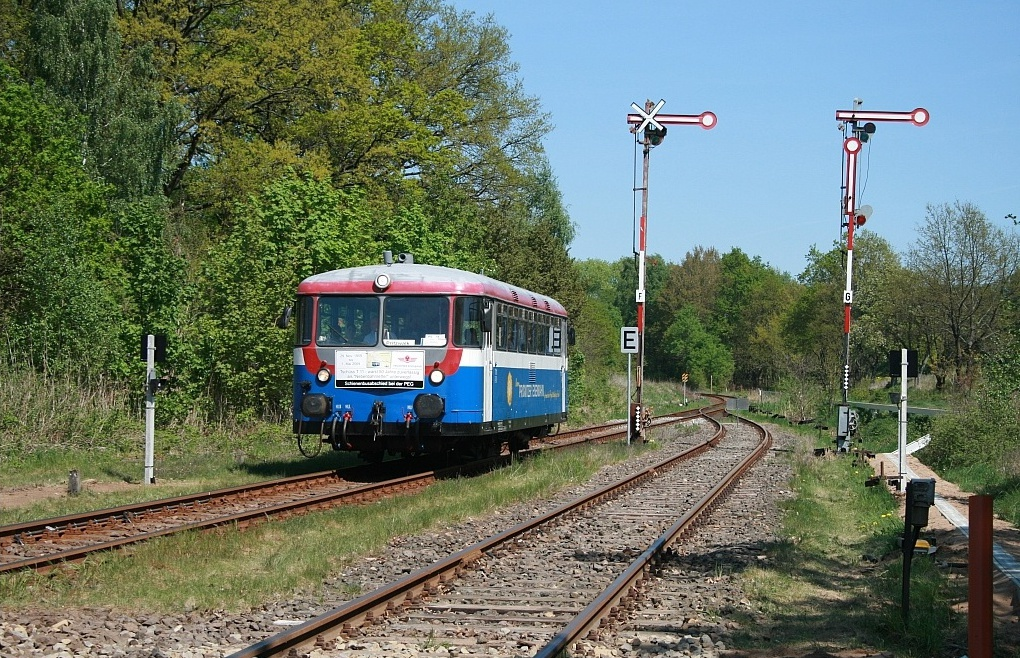
De "T 11" bij zijn afscheidsrit op 1 mei 2009 in Brügge (Prignitz)
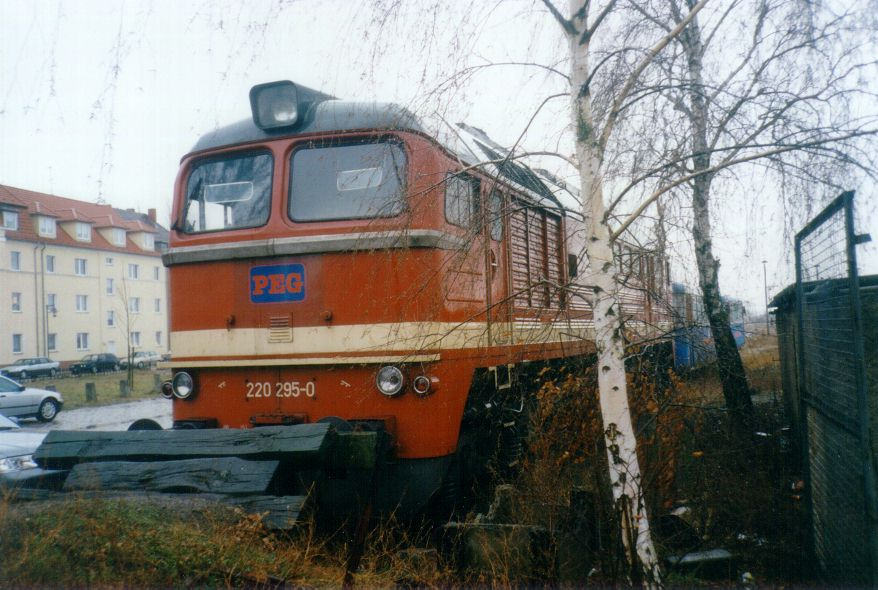
Een Taigatrommel van PEG (1998)
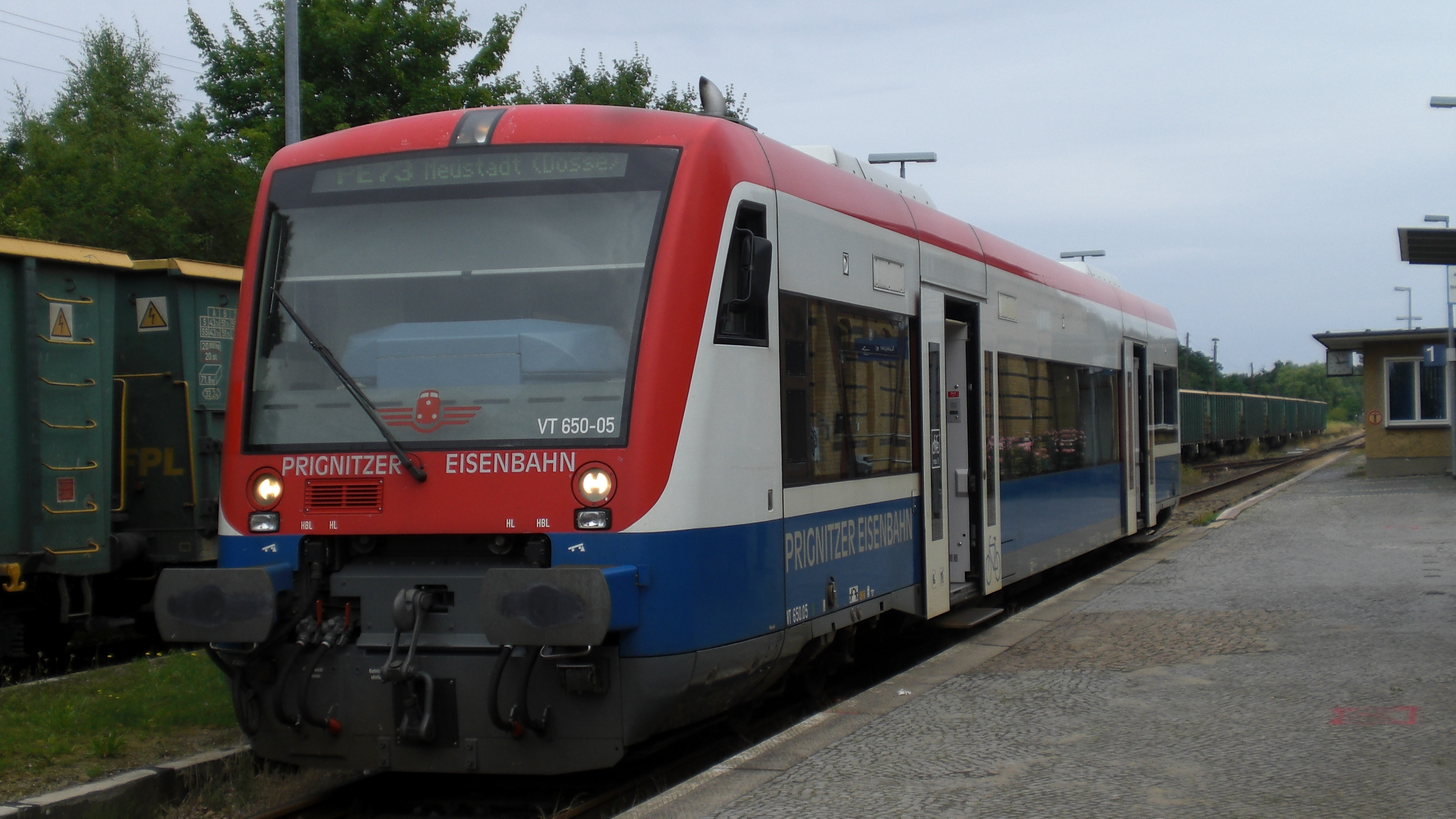
PEG Regio-Shuttle in station Kyritz (2012)